# Skull and Bones (відеогра)
Skull and Bones (укр. Череп та Кістки) — відеогра в жанрі пригодницький бойовик, розроблена Ubisoft Singapore та видана Ubisoft. Реліз гри відбувся 16 лютого 2024 року для Amazon Luna, Microsoft Windows, PlayStation 5 та Xbox Series X/S. До закриття сервісу планувалася версія і для Google Stadia. Сюжет гри розгортається навколо піратства та морської війни у фантастичному місці наприкінці 17-го століття, піку історичної Золотої доби піратства.

## Ігролад
Станом на 2017 рік Skull and Bones рекламувалася як тактичний екшен у відкритому світі з видом від третьої особи. Гравці беруть під контроль піратський корабель, який можна кастомізувати, і можуть самостійно плавати Індійським океаном та розпочати одиночну кампанію, або ж зібрати до п'яти інших гравців, щоб об'єднатися в союзників для спільної битви у «Спірних Водах».
Позиціонування за вітром можна регулювати, щоб отримати перевагу в бою. Протягом гри гравці можуть збирати додаткові кораблі, такі як шлюпи, фрегати і бригантини, на озброєнні яких є міномети, бортові гармати і ракети. Кораблі можна атакувати грубою силою та брати на абордаж. Рівень завданої шкоди вимірюється за допомогою індикатора здоров'я. Ключовим компонентом гри є багатокористувацький режим Полювання на здобич, в якому дві групи гравців змагаються у пошуках скарбів для подальшого накопичення своїх багатств. Кожне корабельне вороняче гніздо можна масштабувати для використання спостережним пунктом, а також використовувати підзорні труби. Мікротранзакції будуть включені.

## Розробка та випуск
Skull and Bones — перша відеогра під керівництвом Ubisoft Singapore, яка черпала натхнення з морських битв Assassin's Creed IV: Black Flag. Гра почала розроблятися у 2013 році і спочатку задумувалася як доповнення до Assassin's Creed IV: Black Flag, а потім як MMO-спін-офф під назвою Black Flag Infinite. Потім вона була виділена як незалежний проект, частково через те, що її початкова технологія застаріла.
Згідно з Kotaku, під час розробки гра зазнала численних змін у напрямку та масштабах, що в кілька разів перевищило її бюджет. Спочатку дія гри розгорталася в Карибському басейні, потім її перенесли у фантастичну Гіперборею, а згодом — в Індійський океан. Ігровий процес неодноразово перероблявся, зосереджуючись на морських дослідженнях та битвах між кораблями, перш ніж обидві частини були відкинуті на користь елементів виживання на суші, натхненних такими іграми, як Rust. Розробники, з якими зв'язався журналіст Ітан Гач, пояснили ці труднощі суперечливими ідеями, проблемами управління та відсутністю послідовного керівництва. Як повідомляється, проект обійшовся Ubisoft у понад 120 мільйонів доларів.
Про це стало відомо під час прес-конференції Ubisoft на E3 2017. Випуск гри було підтверджено для Microsoft Windows, PlayStation 4 та Xbox One, з покращеннями для PlayStation 4 Pro та Xbox One X. Разом з грою Ubisoft Singapore анонсувала програму «Keepers of the Code», яка покликана допомогти гравцям у доопрацюванні аспектів, пов'язаних з обслуговуванням гри в реальному часі.
Спочатку реліз гри був запланований на 3-4 квартал 2018 року, але згодом його відклали на 2019 рік, а потім знову на період після березня 2020 року. Під час розмови з інвесторами у жовтні 2019 року генеральний директор Ubisoft Ів Гіймо підтвердив, що вихід гри перенесено щонайменше на 2021—2022 фінансовий рік.
У вересні 2020 року стало відомо, що поки розробка тривала, з'явилося «нове бачення» гри, що призвело до затримки релізу, оскільки потрібно було більше часу на розробку. Також було заявлено, що інші студії Ubisoft, такі як Ubisoft Berlin, беруть участь у спільній розробці гри разом з Ubisoft Singapore.
У травні 2021 року Ubisoft оголосила про подальше перенесення на 2022—2023 фінансовий рік. У липні 2022 року компанія повідомила, що реліз гри відбудеться 8 листопада, і що гра вийде на PlayStation 5 та Xbox Series X/S (замість PlayStation 4 та Xbox One). У вересні 2022 року Ubisoft оголосила, що реліз перенесено на 9 березня 2023 року. У січні 2023 року Ubisoft відклала гру на 2023—2024 фінансовий рік через низькі показники нещодавніх запусків. Тим не менш, були випущені нові світлини гри. Закрита бета-версія вийшла 25 серпня 2023 року. У жовтні 2023 року було оголошено, що гра вийде на початку 2024 року.

## Нагороди
Після E3 2017 Skull and Bones була номінована на нагороди Game Critics Awards у категоріях «Найкраща оригінальна гра» та «Найкраща багатокористувацька онлайн-гра». На 21-й церемонії нагородження Visual Effects Society Awards вона була номінована на «Видатний анімаційний персонаж в епізоді або проекті в реальному часі».

## Адаптація
На початку 2019 року було оголошено, що Ubisoft співпрацює з Atlas Entertainment для адаптації Skull and Bones у телевізійне шоу. Його виконавчими продюсерами стануть Даніель Крейнік, Джейсон Олтман, Енді Горвіц, Річард Сакл та Аманда Сіґел, а Сіґел напише пілотний епізод.